# Dunum
Dunum is een gemeente in de Duitse deelstaat Nedersaksen. De gemeente maakt deel uit van het Landkreis Wittmund.
Dunum telt 1.083 inwoners.
Samen met de stad Esens en vijf andere kleine gemeenten werkt Dunum samen in de Samtgemeinde Esens. Tot Dunum behoort onder andere de gehuchten Brill en Süddunum. 
Dunum grenst in het oosten aan Burhafe, dat behoort tot de gemeente Wittmund. Het dorp bestaat van het toerisme in de nabijgelegen badplaatsen en van de landbouw.

## Geschiedenis
Bij Süddunum ligt de zogenaamde Radbodsberg, een grafheuvel waarin volgens de lokale overlevering de Friese koning Radboud begraven ligt. In 1904 werden bij archeologische opgravingen hier enige belangrijke vondsten uit de Bronstijd gedaan. In 1978 werd elders te Dunum het graf van een vrouw uit de Bronstijd opgegraven. Deze Frau von Brill was ter aarde besteld in een doodkist, gemaakt van een uitgeholde boomstam, en droeg talrijke sieraden van brons en een ketting met stukjes kostbaar barnsteen.  Deze vondsten bevinden zich thans in het bezit van de Gesellschaft für bildende Kunst und vaterländische Altertümer zu Emden te Emden (Nedersaksen). De stukken worden tentoongesteld in het Ostfriesische Landesmuseum in die stad.

## Bezienswaardigheden

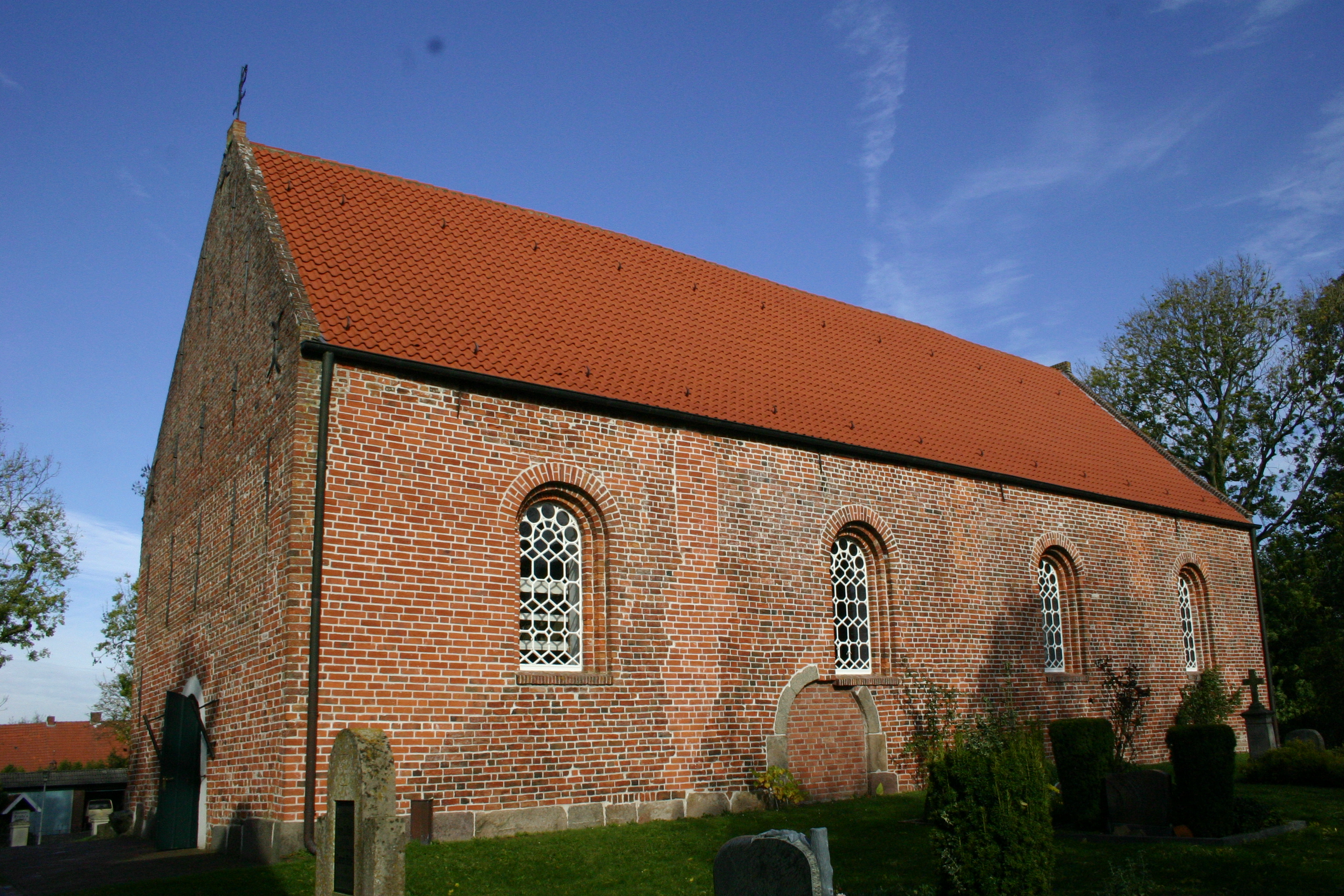
Kerk te Dunum
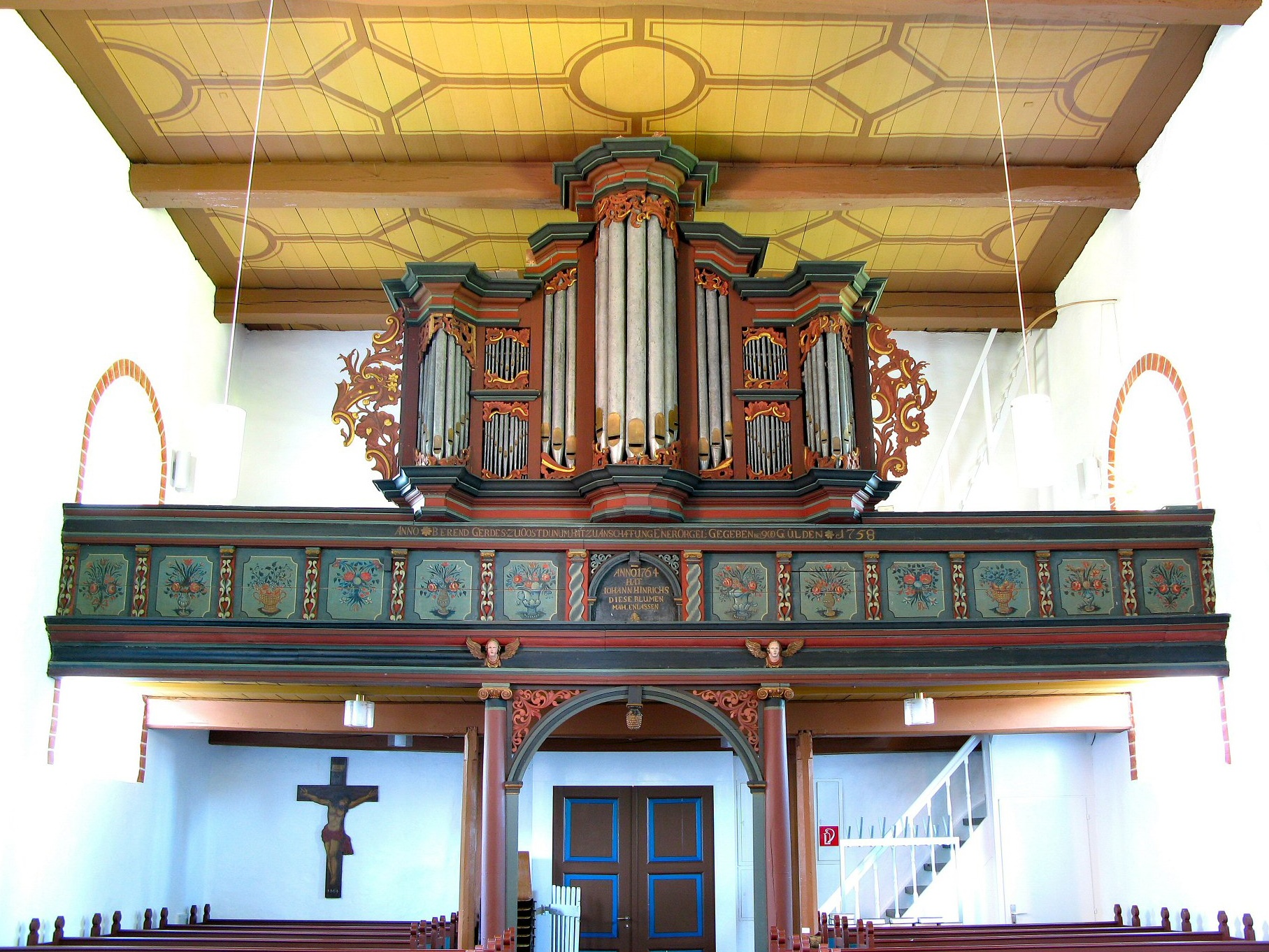
Orgel in deze kerk
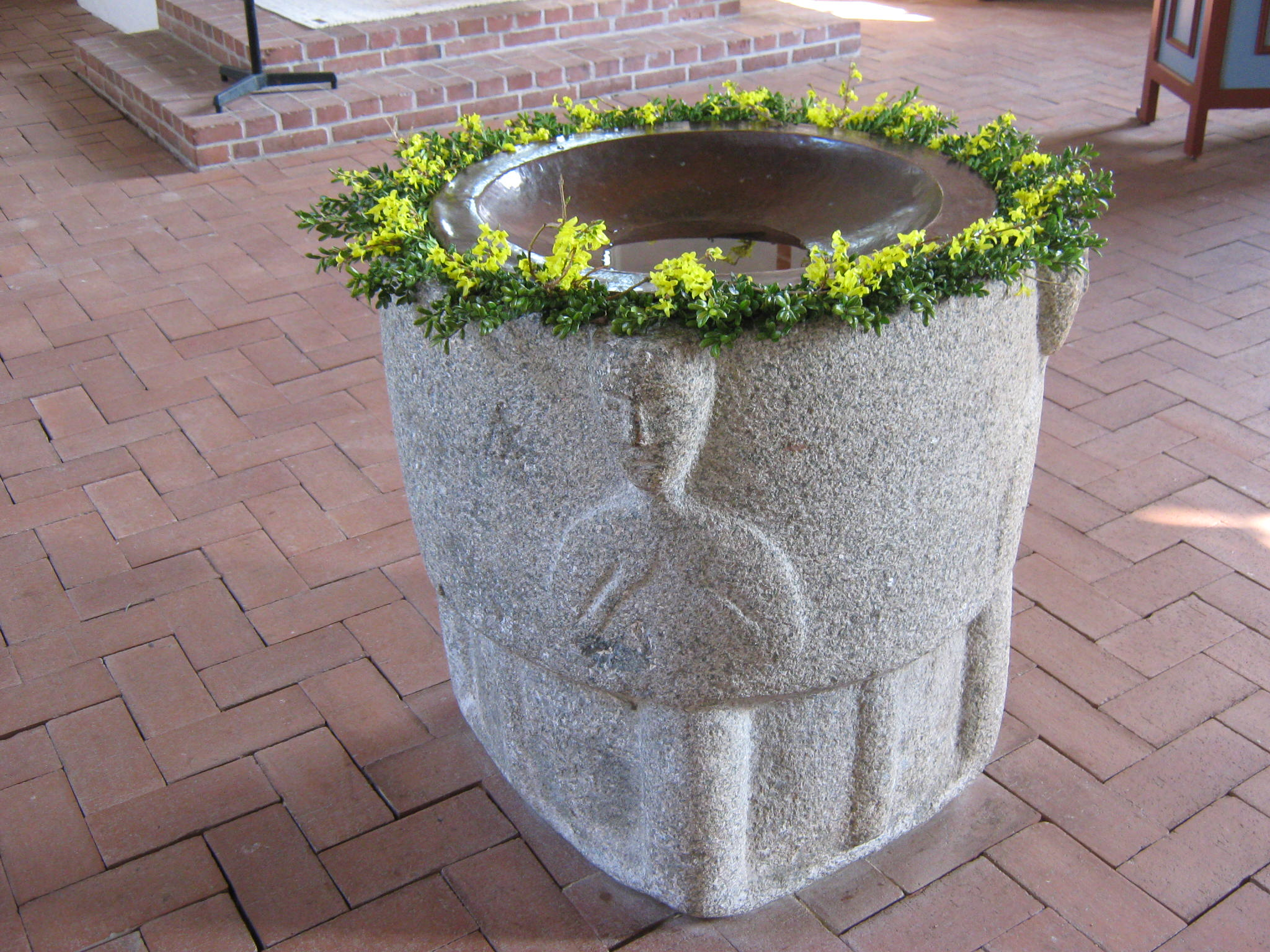
Doopvont in deze kerk, omstreeks 1200 gemaakt van graniet

De evangelisch-lutherse kerk van Dunum werd in het begin van de 13e eeuw gebouwd. Ze bevat verscheidene liturgische voorwerpen, die kunsthistorisch van belang zijn. In de kerk staat een uit 1765 daterend orgel van de hand van Hinrich Just Müller. Naast de kerk staat een kleine vrijstaande klokkentoren.
Naast de kerk staat de Hayungshof, een monumentale boerderij, type Gulfhaus, die als dorpshuis en kulturhus dienst doet.

## Politiek
De gemeente wordt bestuurd door de gemeenteraad, bestaande uit 11 gekozen raadsleden. Als onderdeel van een samtgemeinde heeft Dunum geen gekozen burgemeester, uit de raad wordt een lid tot burgemeester gekozen (zie kader). De raad van Dunum werd voor het laatst gekozen in 2021. Alle gekozen raadsleden stonden op de eenheidslijst van de Freie Wählergemeinschaft Dunum/Brill, met uitzondering van één kandidaat van Bündnis 90/Die Grünen.